# شهرستان آگاپوفسکی
شهرستان آگاپوفسکی (به لاتین: Agapovsky District) یک شهرستان در روسیه است که در استان چلیابینسک واقع شده‌است.